# Katrineholms AIK
Katrineholms AIK är en idrottsklubb från Katrineholm. Klubben grundades 1914 och har spelat en säsong i Sveriges näst högsta division i fotboll 1937/38. 
Katrineholms AIK spelade även i handbollens högstaliga från 1987 till 1990.
KAIK förknippas nog mest med fotbollen där det finns flest aktiva idrottare, men det spelas även bowling, handboll och volleyboll i klubben.
I fotboll spelar KAIK i division 6, sydvästra Södermanland. KAIK har både senior- och ungdomslag i de flesta tidigare omnämnda sporterna.